# The Jump Off
"The Jump Off" é o primeiro single do terceiro álbum de estúdio de Lil' Kim, La Bella Mafia. O single estreou no número 95 e entrou no top 20 na posição #16. O single vendeu mais de 200.000 cópias e foi certificado disco de platina em poucos meses. Um remix com Mobb Deep, também foi lançado, mas foi usado como um single promocional.

## Faixas
- US Remix Promo CD[1]

1. "The Jump Off (Remix)" (Clean) - 4:26
2. "The Jump Off (Remix)" (Dirty) - 4:26
3. "The Jump Off (Remix)" (Acapella) - 4:26

- US Promo CD[2]

1. "The Jump Off" (Clean) - 3:54
2. "The Jump Off" (Instrumental) - 3:58
3. "The Jump Off" (Album Version) - 3:58

- German Promo CD[3]

1. "The Jump Off" (7Gemini Remix) - 3:50
2. "The Jump Off" (Original Remix) - 3:53
3. "The Jump Off" (Tomekk Remix) - 4:10
4. "The Jump Off" (Nappy Doggout Remix) - 3:59

- UK Promo CD[4]

1. "The Jump Off" (Clean Version) - 3:55
2. "The Jump Off" (Dirty Version) - 3:55

- Maxi CD[5]

1. "The Jump Off" (Original Remix) - 3:54
2. "The Jump Off" (Tomekk Remix) - 4:10
3. "The Jump Off" (7Gemini Remix) - 3:50
4. "The Jump Off" (Nappy Doggout Remix) - 3:59
5. Enhanced Video

## Paradas
| Parada (2003)                             | Melhor posição |
| ----------------------------------------- | -------------- |
| Austrália - Australian ARIA Singles Chart | 59             |
| Bélgica - Belgian Singles Chart           | 27             |
| Dinamarca - Dutch Singles Chart           | 83             |
| Alemanha - German Singles Chart           | 78             |
| Itália - Italian Singles Chart            | 20             |
| Japão - J-Wave Tokio Hot 100              | 54             |
| Reino Unido - UK Singles Chart            | 17             |
| Estados Unidos - Billboard Hot 100        | 16             |